# Бои при Неймегене
Бои при Неймегене (англ. Assault on Nijmegen) произошли во время войны за испанское наследство 10 и 11 июня 1702 года. Пытаясь спасти осаждённый Кайзерсверт от захвата союзниками, французский командующий маршал герцог Буффлер попытался заставить численно превосходящую голландскую армию графа Атлона вступить в битву, выманив его с его сильной позиции и атаковав Неймеген. Операция провалилась, поскольку французы не смогли взять Неймеген или заставить армию Атлона вступить в серьезный бой.
18 апреля союзная армия под командованием герцога Нассау-Узингена начала осаду Кайзерсверта в Германии, чтобы обезопасить восточный фланг голландской республики. Англо-голландский корпус из 27 батальонов и 62 эскадронов под командованием графа Атлона разбил лагерь возле Краненбурга за сильной укрепленной позицией, в то время как французы под командованием Буффлера с 37 батальонами и 59 эскадронами разбили лагерь возле Сонсбека. В начале июня ситуация в Кайзерсверте стала для защитников отчаянной. Буффлер, намереваясь сделать последнюю попытку спасти Кайзерверт, планировал заставить численно превосходящую армию под командованием Атлона вступить в бой, выманив его с его сильной позиции. С этой целью он приказал 10 июня внезапно атаковать Неймеген. Если бы Атлон остался на своей сильной позиции и оставил Неймеген на произвол судьбы, город без особого труда перешел бы в руки французов.
Ранним утром 10 июня в англо-голландский лагерь пришло известие о том, что французская армия движется на них. Тем не менее армия Атлона оставалась в лагере в Кларенбурге до 8 часов вечера, после чего необходимость отступления была окончательно признана. Артиллерия и обоз были отправлены вперед в сторону Неймегена, после чего за ними последовала пехота.
Ранним утром 11 июня кавалерийские авангарды заметили друг друга. Французской кавалерии было приказано преследовать кавалерию союзников и замедлить отступление в ожидании основных сил. Однако вскоре после этого французы обнаружили, что вся англо-голландская армия в боевом порядке марширует к Неймегену. Французская кавалерия следовала за ней на небольшом расстоянии, но не осмелилась атаковать без поддержки пехоты. Последняя присоединилась к кавалерии около часа дня, но к тому времени армия под командованием Атлона уже достигла окраин Неймегена и пехота заняла позицию на укреплениях, а кавалерия — на гласисе крепости.
В течение нескольких часов армии оставались в боевом порядке лицом друг к другу, но крупного сражения не произошло. Произошла перестрелка из артиллерии и несколько кавалерийских стычек. Укрепление «Кийк ин де Пот» к юго-востоку от города дважды было взято французской кавалерией, но оба раза отбито. Французы, подвергшиеся артиллерийскому огню из Неймегена и неспособные вытеснить Атлона с его позиции, около 5 часов дня начали отступать.
Операция провалилась. Хотя французы действительно могли заявить, что одержали верх над союзниками в стычках, они не смогли взять Неймеген, заставить корпус Атлона вступить в серьезное сражение или прорвать осаду Кайзерсверта, который несколько дней сдался союзникам.